# Yordan Andreev
Pour les articles homonymes, voir Andreev.
Yordan Andreev, né le 2 novembre 1994 à Sofia, est un coureur cycliste bulgare.

## Biographie
En 2019, Yordan Andreev intègre l'effectif de l'ASPTT Nancy. Durant cette saison, il se distingue en terminant deuxième du Tour du Kosovo, ou encore septième d'In the footsteps of the Romans. Il intègre ensuite le club Martigues SC-Payden & Rygel en 2020. 
En 2021 en 2022, il remporte une étape et termine deuxième du Tour du Cameroun,. Pour l'année 2023, il s'engage avec l'équipe continentale marocaine Sidi Ali-Unlock. 

## Palmarès et résultats

### Palmarès par année
- 2017
  - Kičevo-Prilep-Kičevo
- 2018
  - Kičevo-Prilep-Kičevo
  - Trophy 11 October
- 2019
  - 2e du Tour du Kosovo
- 2021
  - 1re étape du Tour du Cameroun
  - 2e du Tour du Cameroun
- 2022
  - 4e étape du Tour du Cameroun
  - 2e du Tour du Cameroun
- 2023
  -  Champion de Bulgarie sur route

### Classements mondiaux
| Année                                 | 2018  | 2019  | 2020 | 2021  | 2022 | 2023  |
| ------------------------------------- | ----- | ----- | ---- | ----- | ---- | ----- |
| Classement mondial                    | 2985e | 1377e | nc   | 1015e | 919e | 1139e |
| UCI Europe Tour                       | 1988e | 944e  | nc   | 754e  | 675e | nc    |
|                                       |       |       |      |       |      |       |
| Légende : nc = non classéSource : UCI |       |       |      |       |      |       |